# August Rei
August Rei (Pilistvere, 22 maart 1886 - Stockholm, 29 maart 1963) was een jurist, diplomaat  en politicus uit Estland. Van 1928 tot 1929 was hij staatshoofd van de Republiek Estland.

## Biografie
August Rei werd geboren op 22 maart 1886 - wat destijds 10 maart was volgens de juliaanse kalender - in Pilistvere (sinds 2017 in de gemeente Põhja-Sakala). 
Middelbare school liep hij in Tartu en Novgorod. Van 1904 tot 1905 en van 1907 tot 1911 studeerde hij rechten aan de universiteit van Sint-Petersburg. In 1905 nam hij deel aan de Russische revolutie en engageerde zich voor de sociaaldemocratische beweging in het tsarenrijk. In 1906 gaf hij in Talinn het illegale, sociaaldemocratische blad Sotsiaaldemokrat uit.
In 1912/1913 vervulde hij zijn legerdienst in het Russische leger. Van 1913 tot 1914 werkte hij als advocaat in Viljandi. Tijdens de Eerste Wereldoorlog was hij artillerie-officier in de vesting van Sint-Petersburg.

### Politieke carrière
Met het uitroepen van de Republiek Estland op 24 februari 1918 ging August Rei in de actieve politiek. In de voorlopige regering was hij Minister van arbeid en sociale zaken en plaatsvervangend minister-president.
In 1919 en 1920 was hij voorzitter van de Wetgevende Vergadering (Asutav Kogu) die de eerste grondwet van de republiek uitwerkte. Daarna was hij quasi ononderbroken lid van het Estische parlement (Riigikogu). In 1925-1926 was hij parlementsvoorzitter. In 1927-1928 was hij hoofdredacteur van het dagblad Rahva Sõna (Stem van het Volk).
In 1928-1929 was hij "staatsoudste" en daarmee staatshoofd van de Republiek Estland. In 1932-1933 was hij Minister van Buitenlandse Zaken en van 1938 tot 1940 ambassadeur in de Sovjet-Unie.
Daarnaast bleef hij ook actief als advocaat. In 1932 werd hem een eredoctoraat aan de Universiteit van Tartu verleend.

### Ballingschap
Bij de bezetting van Estland door de Sovjet-Unie in 1940 kon August Rei naar Zweden vluchten. In 1944 was hij minister van Buitenlandse Zaken in de regering van Otto Tief. Van 1945 tot zijn dood in 1963 was hij minister-president van de Estische regering in ballingschap. 
In 2006 werden zijn stoffelijke resten overgebracht uit Stockholm om bijgezet te worden in het graf van zijn vrouw Therese op het kerkhof van Talinn.
- Bibliothèque nationale de France: cb10835109r (data)
- Gemeinsame Normdatei: 1038242134
- International Standard Name Identifier: 0000 0001 2120 6241
- Library of Congress Control Number: no2002007416
- Nationale Bibliotheek van Letland: 000007707
- Nederlandse Thesaurus van Auteursnamen: 133017834
- Système universitaire de documentation: 123589479
- Virtual International Authority File: 10860024
- WorldCat: E39PBJjMG9wk3rtRV3fWrDVwG3